# Teodoro Gabras
Teodoro Gabras (em grego: Θεόδωρος Γαβρᾶς; m. 1099) foi um governador bizantino da região do Ponto que se envolveu em uma revolta contra o imperador Aleixo I Comneno por volta de 1091. Pai de Gregório Gabras, foi o membro da importante família anatólica dos Gabras. Casou-se duas vezes, a segunda com uma princesa georgiana, possivelmente Maria, filha do rei Pancrácio IV (r. 1027–1072) e irmã da princesa bizantina Maria de Alânia.
Durante seu mandato como duque da Cáldia, a região era vista como um Estado semi-independente, embora ainda vinculado ao poder central bizantino. Esteve envolvido na guerra contra os turcos, em especial os danismêndidas,o que custou-lhe a vida. Teodoro Gabras é considerado neomártir e santo pela Igreja Ortodoxa e é celebrado em 2 de outubro.

## Vida

### Primeiros anos

Temas bizantinos em 950. O Tema da Cáldia está localizado no extremo nordeste da Anatólia

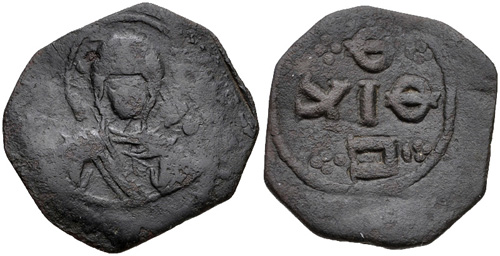
Fólis de cobre cunhado em Trebizonda sob Teodoro Gabras

Teodoro era nativo da Cáldia e passou a maior parte de sua vida adulta servindo ao exército bizantino. Violento e energético, ganhou fama considerável como soldado, dito corajoso e inteligente, com uma bela carreira de sucessos. Os relatos afirmam que raramente falhou em suas missões militares e invariavelmente superava seus inimigos. Quando encomendou um belo evangelho atualmente preservado em São Petersburgo em 1067, já intitulava como patrício, topoterita e hípato. Porém, sua maior glória foi recapturar Trebizonda dos turcos seljúcidas em 1075, cidade que governou por um tempo como se fosse um feudo próprio.
No final da década de 1080, Teodoro estava morando em Constantinopla. Lá, Aleixo I o mantinha sob vigilância, pois o trono ainda não estava plenamente assegurado e o imperador temia, conhecendo as características de Teodoro, que ambicionasse algo. Assim, com o objetivo de evitar tentações desnecessárias, Aleixo nomeou formalmente Teodoro duque de Trebizonda e ordenou-lhe que assumisse imediatamente o posto. Deixando seu primogênito Gregório na corte com o sebastocrator Isaque Comneno, de cuja filha era noivo, Teodoro assumiu seu novo posto.
Logo em seguida, sua primeira esposa Irene [Taronitissa] faleceu e Teodoro se casou novamente, aparentemente em 1091, com uma "nobilíssimo" senhora de "Alânia" e prima de primeiro grau da esposa de Isaque Comneno. De acordo com o professor Cyril Toumanoff, esta senhora era a princesa georgiana da dinastia Bagrationi, Maria, filha do rei Pancrácio IV e irmã da princesa bizantina Maria de Alânia. Quando este fato se tornou público, o noivado entre Gregório e a filha de Comneno foi desfeito, pois os dois nubentes eram agora considerados parentes e o casamento seria ilegal pelas leis civis e eclesiásticas. Aleixo, porém, estava preocupado com a reação de Teodoro e, por isso, manteve Gregório na corte como refém para assegurar o bom comportamento do pai dele.

### Desafio a AleixoI

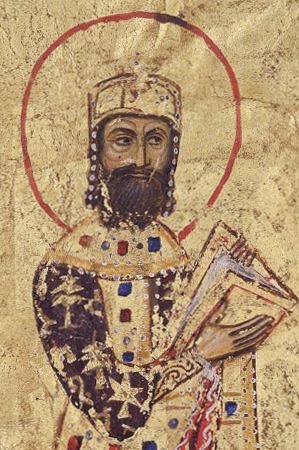
Iluminura de r.

Em 1091, Teodoro tinha voltado à capital e exigiu que seu filho lhe fosse devolvido. Aleixo recusou, alegando que tencionava casar o garoto com uma de suas próprias filhas. Sem acreditar no imperador, Teodoro articulou um plano para resgatar Gregório e levá-lo em segurança para Trebizonda. Teodoro inicialmente concordou em entregar o filho, mas, na véspera de sua partida, jantou com o sebastocrator - de quem agora era parente através de sua nova esposa alana - e implorou-lhe pelo direito de passar mais vinte e quatro horas com o rapaz, ao que Isaque acedeu.
No dia seguinte, Teodoro perguntou se Gregório poderia acompanhá-lo na primeira parte de sua viagem, até Sostênio, onde pretendia acampar, no que foi também atendido. Porém, Teodoro pediu que o filho o acompanhasse no trecho seguinte da viagem, o que começou por lhe ser negado, mas que acabou por conseguir. O grupo chegou até o porto de Faros, onde Teodoro embarcou em segredo num navio mercante juntamente com Gregório e ambos fugiram pelo Êuxino.
Este ato de desobediência instigou Aleixo a agir, enviando um esquadrão de navios para prender Teodoro com ordens de trazer Gregório de volta para capital a qualquer custo. As forças de Aleixo tomaram o navio perto da cidade de Egino e avisaram Teodoro que se se recusasse a entregar o filho, seria preso como rebelde. Teodoro, ainda distante de sua cidade e em minoria, recuou e permitiu que os emissários de Aleixo partissem com seu filho enquanto prosseguia para Trebizonda. Gregório tentou escapar, mas seu plano foi descoberto e foi aprisionado em Filipópolis.

### Carreira após 1091
Uma pessoa com os talentos militares de Teodoro era algo bom demais para ser desperdiçado e em 1097 ele estava de novo na linha de frente do exército, desta vez lutando contra os turcos como parte da aliança inicial dos bizantinos com a Primeira Cruzada. Enquanto os "francos" estavam ocupados com o Cerco de Antioquia, Teodoro marchou com Aleixo e o ajudou a recapturar as cidades na parte ocidental da Ásia Menor. Teve um papel de destaque na captura de Palperta (atual Bayburt), que foi em seguida cercada pelos turcos, que planejavam recapturá-la.
Em 1099, durante uma campanha na região de Teodosiópolis, foi capturado pelos danismêndidas e foi martirizado. Seu filho caçula ou sobrinho, Constantino Gabras, o sucedeu como duque da Cáldia durante algum tempo, provavelmente muito pouco, antes da morte de Aleixo I em 1118. Teodoro é considerado santo pela Igreja Ortodoxa e sua festa é celebrada em 2 de outubro. Um santuário lhe foi erigido e dedicado no passo do Córrego Profundo (em grego: Βαθυρύαξ; romaniz.: Bathyrýax; atual passo Kalınırmak, Sivas).